# Liste der Naturdenkmale in Walddorfhäslach
| Naturdenkmale | Anzahl |
| ------------- | ------ |
| FND           | 0      |
| END           | 10     |
| Gesamt        | 10     |

Die Liste der Naturdenkmale in Walddorfhäslach nennt die verordneten Naturdenkmale (ND) der im baden-württembergischen Landkreis Reutlingen liegenden Gemeinde Walddorfhäslach. In Walddorfhäslach gibt es insgesamt 10 als Naturdenkmal geschützte Objekte, alle sind flächenhafte Naturdenkmale (FND), keines ist ein Einzelgebilde-Naturdenkmal (END).
Stand: 1. November 2016.

## Einzelgebilde (END)
| Name                     | Bild | Kennung     | Einzelheiten                       | Position | Fläche Hektar | Datum         |
| ------------------------ | ---- | ----------- | ---------------------------------- | -------- | ------------- | ------------- |
| Birnbaum                 |      | 84150870302 | Walddorfhäslach „Schweizer Birnen“ | ⊙        | 0,0           | 21. Okt. 1996 |
| Birnbaum                 | BW   | 84150870303 | Walddorfhäslach                    | ⊙        | 0,0           | 21. Okt. 1996 |
| Birnbaum                 | BW   | 84150870304 | Walddorfhäslach                    | ⊙        | 0,0           | 21. Okt. 1996 |
| Birnbaum                 | BW   | 84150870305 | Walddorfhäslach                    | ⊙        | 0,0           | 21. Okt. 1996 |
| Birnbaum                 | BW   | 84150870306 | Walddorfhäslach                    | ⊙        | 0,0           | 21. Okt. 1996 |
| Birnbaum                 | BW   | 84150870307 | Walddorfhäslach                    | ⊙        | 0,0           | 21. Okt. 1996 |
| Eiche                    |      | 84150870301 | Walddorfhäslach                    | ⊙        | 0,0           | 21. Okt. 1996 |
| Elsbeer                  | BW   | 84150870300 | Walddorfhäslach                    | ⊙        | 0,0           | 21. Okt. 1996 |
| Sulzeiche                |      | 84150870309 | Walddorfhäslach                    | ⊙        | 0,0           | 21. Okt. 1996 |
| Legende für Naturdenkmal |      |             |                                    |          |               |               |

## Ehemalige Naturdenkmale
| Name                     | Bild | Kennung     | Einzelheiten                                                                    | Position | Fläche Hektar | Datum         |
| ------------------------ | ---- | ----------- | ------------------------------------------------------------------------------- | -------- | ------------- | ------------- |
| Eiche                    | BW   | 84150870308 | Walddorfhäslach Stand im Gewann Nonnenhäule und wurde zwischenzeitlich gefällt. | ⊙        | 0,0           | 21. Okt. 1996 |
| Legende für Naturdenkmal |      |             |                                                                                 |          |               |               |